# Awen w Ratuszu
Awen w Ratuszu (Ratusz, Źródło w Ratuszu, Dziura nad Źródłem, Dziura, Studnia Zaruskiego) – jaskinia w Dolinie Małej Łąki w polskich Tatrach Zachodnich. Wejście do niej znajduje się w Czerwonym Grzbiecie Małołączniaka, na Czerwonym Upłazie, naprzeciwko wierzchołka Wielkiej Turni (1870 m), na wysokości 1867 m (1857,4 m). Długość jaskini wynosi 22 metry, a jej deniwelacja 11 metrów.

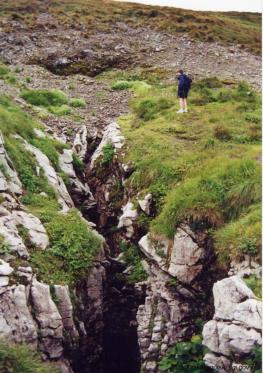
Otwór jaskini

## Opis jaskini
Jaskinia położona jest na granicy skał wapiennych (poniżej) i skał krystalicznych, ciągnących się od tego miejsca aż po szczyt Małołączniaka. Główną jej częścią jest obszerna studnia z mostami skalnymi zaczynająca się w otworze wejściowym o wymiarach 2 × 10 m. Na dnie studni znajduje się za zaciskiem niewielka salka oraz wykopana 1,5-metrowa studzienka.

## Przyroda
W jaskini brak jest nacieków. Na ścianach rosną paprocie, mchy, glony i porosty. Południową ścianą studni płynie woda z Ratuszowego Źródła, które znajduje się powyżej jaskini.
Według opowiadań górali jaskinia ta łączyła się z Jaskinią Wodną pod Pisaną, gdyż wrzucony do niej pies miał wypłynąć właśnie w niej. W rzeczywistości jednak jaskinia ta ma łączność z systemem Jaskini Wielkiej Śnieżnej i poprzez tę jaskinię woda Ratuszowego Źródła wypływa w Lodowym Źródle.

## Historia odkryć
Jaskinia była znana od dawna. Pasterze, którzy tutaj wypasali (tereny Hali Mała Łąka), nazywali ją Ratuszem lub Dziurą.
Pierwsze opisane zejście do jaskini miało miejsce w 1869 roku, w roku 1886 (prawdopodobnie) wszedł do niej góralski przewodnik Maciej Sieczka, a w 1912 roku Mariusz Zaruski. Pierwszy jej plan i opis sporządziła I. Luty przy pomocy J. Miastkowskiego w 1979 roku.